# Karakul
Pour les articles homonymes, voir Karakul.
Le karakul ou caracul est une race de moutons à poils longs et queue grasse originaires d'Asie centrale (nommée d'après le village de Karakul (turc qara : noir + qul, göl : lac) dans la province de Boukhara en Ouzbékistan). Certaines preuves archéologiques suggèrent que les moutons de Karakul sont élevés de façon continue depuis 1400 av. J.-C.
Originaires des régions désertiques d'Asie centrale, les moutons de Karakul sont réputés pour leur capacité à chercher de la nourriture et à prospérer dans des conditions de vie extrêmement difficiles. Ils peuvent survivre à des conditions de sécheresse sévères grâce à leur capacité de stocker de la graisse dans leur queue.
Les Karakul sont également nombreux en Namibie, après leur introduction sur ce territoire par des colons allemands au début du XXe siècle. Ils y ont supplanté le mouton Namaqua Afrikaner, qui y était traditionnellement élevé par le peuple Nama.

## Usage de la toison

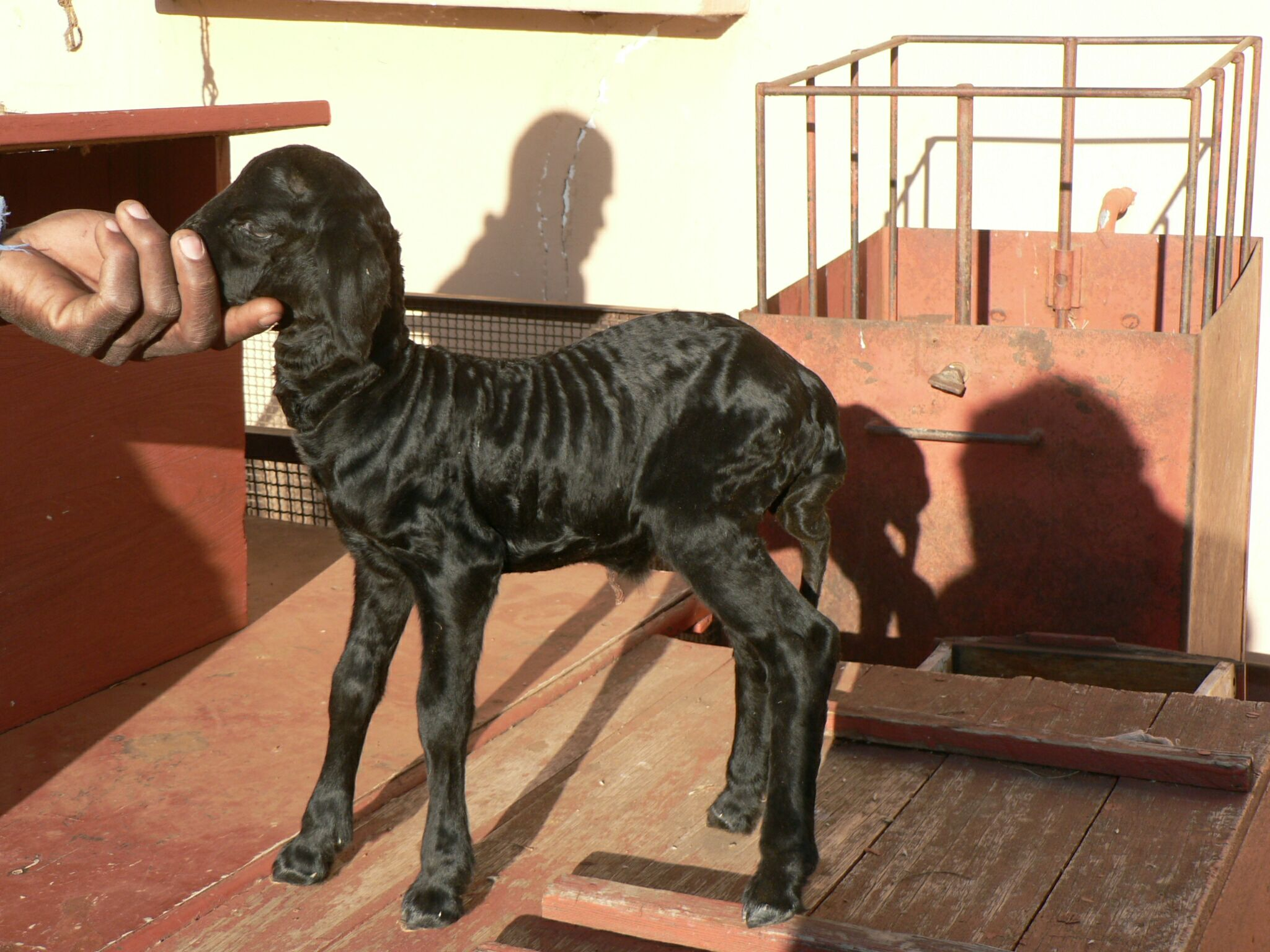
Agneau Karakul.

Par extension, karakul désigne également la fourrure de ce mouton. Le karakul né avant terme fournit le Breitschwanz. L'astrakan est une fourrure bouclée de jeunes agneaux karakul qui transitait à l'origine par la ville d'Astrakhan (avec h) en Russie.
La toison des Karakuls, appelée aussi Broadtail ou Astrakan, se retrouve dans bon nombre de vêtements de luxe en Occident. L'astrakan correspond à la fourrure d'agneaux abattus très rapidement après leur naissance (généralement 1, 2 ou 4 jours), ou ce qui est encore plus prisé, à la fourrure de fœtus dans les derniers jours de leur gestation.
Pour ce dernier cas, ces peaux fœtales sont « officiellement » annoncées comme provenant d'animaux mort-nés. Les fœtus sont extraits du ventre de leur mère et leur fourrure prélevée.
La surface obtenue étant très petite, il faut beaucoup d'animaux pour confectionner chaque vêtement (cela peut atteindre une trentaine d'agneaux pour un manteau). Les manteaux et ensembles fabriqués à partir d'agneaux karakuls se vendent entre 10 000 € et 20 000 €. Au total, ce sont 4 à 5 millions d'agneaux qui sont tués chaque année pour réaliser ces produits et répondre à la demande de l'industrie de la mode.